# Johann II. von Bubenberg
Johann II. von Bubenberg (* um 1290; † um 1369) stammte aus der Berner Stadtadelsfamilie von Bubenberg und war Berner Schultheiss und Ritter.
Ab 1316 war Johann II. von Bubenberg Mitglied im Kleinen Rat. Zwischen 1319 und 1334 war er siebenmal sowie von 1338 bis 1350 ununterbrochen Schultheiss der Stadt Bern. Zur Unterscheidung von seinem Vetter Johann I. von Bubenberg, der in der Zeit bis 1334 ebenfalls abwechselnd mit ihm und anderen Rittern das Schultheissenamt ausübte, wurde Johann II. mit dem Beinamen der Jüngere genannt, während sein Vetter Johann I. der Ältere hiess. Johann II. leitete die Politik der Stadt Bern während des Gümmenen-, Weissenburger- und Laupenkrieges und in den Jahren danach. Unter seiner Führung kam es zu Friedensschlüssen mit Österreich, Freiburg, Kyburg und dem Westschweizer Adel, Bündniserneuerungen mit den Waldstätten, der burgundischen Eidgenossenschaft, Freiburg, Österreich und Savoyen. Johann II. erlangte eine ungewöhnliche Machtfülle in der Stadt Bern und war der bedeutendste Berner Politiker des Spätmittelalters. Seine nachhaltigste Wirkung beruhte darin, dass er den Blick auf den Erwerb von Territorien ausserhalb der Stadt richtete und so 1323 die Lehenshoheit über die Stadt Thun erwarb, begünstigt wohl durch seine Freundschaft mit dem etwa gleichaltrigen Grafen Eberhard II. von Kyburg und mit dessen Lehnsmann Philipp von Kien, der 1319 das Schultheissenamt in Thun innehatte – ein erster Erfolg seiner auf das städtische Umland gerichteten Politik. Im Jahr darauf erwarb er für die Stadt Bern die erste Landvogtei: Burg, Stadt und Herrschaft Laupen von den Herren von Turm. Es brauchte einen Adeligen an der Spitze der bernischen Obrigkeit, „um überhaupt auf die Idee zu kommen, dass ein Territorium für eine Stadt von Interesse sein könnte.“ 1338 kaufte er für sich persönlich um 5'600 Pfund Bernermünze Burg und Herrschaft Spiez von Freiherr Johann von Strättligen und schaffte so für sich und seine Familie ein neues Herrschaftszentrum ausserhalb der Stadt Bern.
Bubenberg wurde 1350 aus dem Schultheissenamt der Stadt Bern abgewählt, allerdings sind Sturz und Verbannung wegen Bestechlichkeit, wie chronikalisch von Konrad Justinger überliefert, aus Sicht der modernen Forschung auszuschliessen. Seine Abwahl stand vielmehr im Zusammenhang mit Spannungen zwischen Adel, Notabeln und den wohlhabenden Kaufleuten sowie der veränderten sozialen und politischen Situation nach der grossen Pest von 1349. Johann zog sich daraufhin auf seine Burg Neu-Bubenberg bei Schliern bei Köniz zurück, blieb jedoch Ratsherr. Bern hatte sich in jener Zeit zu einem Stadtstaat entwickelt und man versuchte, den Einfluss einzelner Personen zurückzudrängen. 1360 verkaufte er den Stadtbach, die Mühlen und die Mattenschwelle an die Stadt. All dies gehörte der Familie von Bubenberg nachweislich seit dem 13. Jahrhundert als Reichslehen; die Schwelle und die Mühlen bildeten wichtige Bestandteile der Gewerbesiedlung im heutigen Mattequartier am Aareufer, die vom bubenbergischen Sässhaus durch das Bubenbergtor direkt erreichbar war. Erst nach dem Übergang an die Stadt 1360 wurde das eigene Recht dieses Stadtteils aufgehoben und der restlichen Stadt gleichgestellt.
Johann II. wurde 1364 wegen Volksunruhen in die Stadt zurückgerufen; sein Sohn Johann III. der Jüngere wurde darauf nach dem Chronisten Justinger dem „vatter ze eren“ zum Schultheissen der Stadt Bern ernannt.

## Familie
Johann war ein Sohn von Ulrich I. von Bubenberg und von Elisabeth (I.) aus der Grafenfamilie der Buchegg. Sein Vater war Schultheiss der Stadt Bern bis 1293, dem Vorabend der Verfassungsreform von 1294, als die Obrigkeit in einen Kleinen Rat mit 25 Mitgliedern und einen Grossen Rat mit 200 Mitgliedern aufgeteilt wurde. Seine Mutter war die Tochter von Peter I. von Buchegg, Landgraf von Burgund.
Johann war seit der Zeit um 1310/1319 mit Anna aus der Freiherrenfamilie von Grünenberg verheiratet. Seine zehn bekannten Kinder stammten vermutlich aus dieser Ehe, da Anna bis vor dem 18. April 1360 lebte. In zweiter Ehe heiratete er Nicola von Maggenberg, Tochter des 1339 bei Laupen gefallenen Freiburger Schultheissen und Freiherrn Johann I. von Maggenberg.
Mit dem Tod seines Vetters Johann I. des Älteren von Bubenberg nach 1338 und spätestens, als sein ältester Sohn Johann III. im Jahr 1342 in den Kleinen Rat kam, änderte sich sein Beiname zu Johannes dem Älteren, während sein Sohn nun Johannes der Jüngere genannt wurde. Einen Teil seiner Kinder verheiratet er mit den Adelsfamilien von Sumiswald, Strättligen, Scharnachtal, Düdingen, Weissenburg und Hünenberg, die anderen schlugen geistliche Laufbahnen ein.